# 麦宿河
麦宿河，是中国长江流域的一条河流，汇入金沙江左岸，属于金沙江水系。河长67千米，流域面积1340平方千米，年均流量16立方米每秒。自然落差1430米。水能理论蕴藏量5万千瓦。